# Chêne du Pouldu
Pour les articles homonymes, voir Chêne et Pouldu.
Le chêne du Pouldu (ou chêne de Kergain), surnommé le patriarche d’Armorique, est un chêne de près de cinq-cents ans, situé à Saint-Jean-Brévelay (Morbihan).

## Toponymie
Pouldu qui vient du breton poull, « mare, étendue d'eau » et du qui désigne la couleur noire, fait référence à la branche de Rohan-Polduc (Polduc étant une déformation ancienne de Pouldu). Kergain vient du breton Kerguen, littéralement « village d'un dénommé ar Gwenn » (signifiant « blanc, pur, sacré, béni »).

## Localisation
L'arbre est isolé, immédiatement à l'est du hameau de Kerguen, à environ 3,7 km à vol d'oiseau au nord-ouest du centre-bourg de Saint-Jean-Brévelay.

## Description
Il s'agit d'un chêne pédonculé creux de grandes dimensions. D'une hauteur d'environ 17 m, son houppier est mesuré à environ 13 m, pour une circonférence de 6 m.

## Histoire
Appartenant à la famille Lanjuinais, l'arbre est cédé au conseil général du Morbihan en 1971, à condition « de laisser ce chêne en racine jusqu'à ce qu'il tombe de vétusté ou par force majeure »,.
Fragilisé par la tempête Xynthia, une grande partie de son tronc est tombée sur la route le 18 mars 2010 lors d'un grand coup de vent.
Le chêne constitue un site naturel classé, au titre du critère « artistique » par arrêté du 2 décembre 1909.

## Légendes et traditions
« Selon ce qu’il se colporte avec malice dans le pays, cet ancêtre vivant aurait entendu le martèlement des pas des légions romaines au retour de leur victoire sur les Vénètes et vu Jules César en personne faire la sieste à ses pieds. Les moutons des tailleurs de pierres du château de Josselin se seraient abrités dans son tronc creux qui pouvait accueillir alors jusqu’à 10 personnes. Il aurait servi de cachette pendant les troubles de la Grande Révolution puis de poste de garde aux Allemands lors de la Seconde Guerre mondiale mondiale »…
Une autre tradition locale rapporte que le 22 septembre 1719, Jean-Baptiste et Jean-Louis Rohan, fuyant la cavalerie du Régent alors que leur conspiration de Pontcallec vient d'être trahie, se cachent dans l'arbre.
Ce chêne passe également pour avoir une valeur magique en prélevant un morceau de l'arbre en porte bonheur ou en passant sous son arche (effet antisénescence pour se protéger des douleurs rhumatismales).